# Ušna
La Ušna (in russo Ушна?) è un fiume della Russia europea, affluente di sinistra dell'Oka, (Oblast' di Vladimir).
Il fiume ha origine vicino al villaggio di Dobrjatino, nel Gus'-Chrustal'nyj rajon, e sfocia nell'Oka a un livello di 71 m s.l.m. a nord-est della città di Murom. Scorre dapprima verso nord, poi est e infine sud-est Il fiume ha una lunghezza di 160 km. L'area del suo bacino è di 3 060 km².
Il maggior affluente è il Kolp' (lungo 82 km) provenienti dalla sinistra idrografica.